# Лаша Двалі
Лаша Двалі (груз. ლაშა დვალი, нар. 14 травня 1995, Тбілісі) — грузинський футболіст, захисник клубу «АПОЕЛ»».
Виступав, зокрема, за клуб «Сконто», а також національну збірну Грузії.

## Клубна кар'єра
Народився 14 травня 1995 року в місті Тбілісі.
У дорослому футболі дебютував 2013 року виступами за команду «Сконто», в якій того року взяв участь у 3 матчах чемпіонату. 
У тому ж році уклав контракт з клубом «Редінг», проте продовжив виступи за «Сконто» на правах оренди.
Згодом з 2015 по 2019 рік грав у складі команд «Касимпаша», «Дуйсбург», «Шльонськ», «Іртиш» та «Погонь» (Щецин).
До складу клубу «Ференцварош» приєднався 2019 року. Станом на 29 березня 2020 року відіграв за клуб з Будапешта 15 матчів в національному чемпіонаті.

## Виступи за збірні
У 2011 році дебютував у складі юнацької збірної Грузії (U-17), загалом на юнацькому рівні взяв участь у 18 іграх.
Протягом 2014–2016 років залучався до складу молодіжної збірної Грузії. На молодіжному рівні зіграв у 8 офіційних матчах.
У 2014 році дебютував в офіційних матчах у складі національної збірної Грузії.
| Дата       | Місто      | Господарі  | Результат | Гості      | Турнір            | Голи | Примітки |
| ---------- | ---------- | ---------- | --------- | ---------- | ----------------- | ---- | -------- |
| 29-3-2015  | Тбілісі    | Грузія     | 0 – 2     | Німеччина  | Відбір до ЧЄ 2016 | -    | 4'       |
| 9–6-2015   | Пашинг     | Україна    | 2 – 1     | Грузія     | товариський матч  | -    |          |
| 13-6-2015  | Варшава    | Польща     | 4 – 0     | Грузія     | Відбір до ЧЄ 2016 | -    |          |
| 27-5-2016  | Вельс      | Грузія     | 1 – 3     | Словаччина | товариський матч  | -    | 66'      |
| 3-6-2016   | Бухарест   | Румунія    | 5 – 1     | Грузія     | товариський матч  | -    | 34'      |
| 13-11-2017 | Кутаїсі    | Грузія     | 2 – 2     | Білорусь   | товариський матч  | 1    | 46'      |
| 24-3-2018  | Тбілісі    | Грузія     | 4 – 0     | Литва      | товариський матч  | -    | 61'      |
| 27-3-2018  | Тбілісі    | Грузія     | 2 – 0     | Естонія    | товариський матч  | -    | 62'      |
| 1-6-2018   | Швац       | Грузія     | 1 – 0     | Мальта     | товариський матч  | -    |          |
| 5-6-2018   | Люксембург | Люксембург | 1 – 0     | Грузія     | товариський матч  | -    | 56'      |
| Усього     |            | Матчів     | 10        |            | Голів             | 1    |          |

## Титули і досягнення
- Чемпіон Угорщини (3):

«Ференцварош»: 2019-20, 2020-21, 2021-22
- Володар Кубка Угорщини (1):

«Ференцварош»: 2021-22
- Володар Суперкубка Кіпру (1):

АПОЕЛ: 2024